# 1997–1999
1997–1999 ist ein Kompilationsalbum der finnischen Folk-Metal-Band Ensiferum. Es erschien am 9. Februar 2005 und enthält Lieder der ersten drei Demos der Band, Demo I, Demo II und Hero in a Dream.
Die Lieder wurden für das Album nicht neu aufgenommen, und auch nicht neu gemastert. Gepresst wurde eine limitierte Auflage von 500 Kopien, die ausschließlich über die Website von Ensiferum und auf Konzerten verkauft wurde. Nach knapp zwei Monaten, am 4. April 2005, verkündete die Band, dass alle Kopien verkauft wurden, und das Album nicht länger aus erster Hand erwerblich ist.

## Entstehungsgeschichte

Altes Logo der Band, entworfen für das Demo I

### Demo I
Die Lieder auf dem ersten Demo wurden im Zeitraum von 1995 bis 1996 geschrieben. Aufgenommen und Produziert wurden die Lieder am 1. und 2. November 1997 im Kivi-Studio. Das Mastering übernahm ein gewisser Tummpu. Das damalige Logo und das Artwork entwarf Tuomas „Tuoppi“ Tahvanainen, der zwei Jahre später auch das aktuelle Logo kreierte. Das Demo erschien als Kassette mit einer Auflage von rund 300 Kopien, war selbstfinanziert und wurde ohne Label in Eigenregie vertrieben.

### Demo II

Albumcover von Demo II

Kurz vor den Aufnahmen zum Demo II stieg Kimmo Miettinen bei Ensiferum aus und wurde Schlagzeuger bei der Black-Metal-Band Arthemisa. Der Bassist Sauli Savolainen stieg zur selben Zeit aus, um sich verstärkt auf Schule und Beruf konzentrieren zu können. Als Nachfolger stiegen Miettinens kleiner Bruder, Jukka-Pekka (Bass), und der bisherige Arthemisa-Schlagzeuger Oliver Fokin bei der Band ein. Die Aufnahmen zu Demo II fanden im Januar 1999 in den MD-Studios in der finnischen Landeshauptstadt Helsinki statt. Vertrieben wurde es ebenfalls in Eigenregie.

### Hero in a Dream
Die Aufnahmen und das Abmischen der ersten vier Lieder vom Demo Hero in a Dream fanden in nur insgesamt 16 Stunden am 15. und 16. November 1999, ebenfalls in den MD-Studios statt. Das fünfte Lied, Guardians of Fate, wurde im Heimstudio von Jari Mäenpää eingespielt. Die Schlagzeugspur stammt von einem Drumcomputer. Produziert wurde Hero in a Dream von Janne Joutsenniemi. Als Gastsängerin bei Eternal Wait wirkt Johanna Vakkuri, eine Freundin der Band, mit.

## Titelliste
Alle Lieder wurden von Markus Toivonen alleine komponiert, außer Hero in a Dream und Guardians of Fate, welche in Zusammenarbeit mit Jari Mäenpää entstanden. Die Texte wurden fasst alle von Jari Mäenpää allein verfasst. Die einzigen Ausnahmen sind der von Frost, welcher zusammen mit Sauli Savolainen entstand und von Knighthood, der zusammen mit Markus Toivonen geschrieben wurde.
| #  | Titel                                | Länge | Enthalten auf   |
| -- | ------------------------------------ | ----- | --------------- |
| 1  | Frost                                | 05:10 | Demo I          |
| 2  | Old Man (Väinämöinen)                | 06:31 | Demo I          |
| 3  | Knighthood                           | 05:32 | Demo I          |
| 4  | Dreamer’s Prelude                    | 00:45 | Demo II         |
| 5  | Little Dreamer (Väinämöinen Part II) | 04:50 | Demo II         |
| 6  | Warrior’s Quest                      | 5:20  | Demo II         |
| 7  | White Storm                          | 5:10  | Demo II         |
| 8  | Intro                                | 1:01  | Hero in a Dream |
| 9  | Hero in a Dream                      | 03:41 | Hero in a Dream |
| 10 | Eternal Wait                         | 05:21 | Hero in a Dream |
| 11 | Battle Song                          | 03:36 | Hero in a Dream |
| 12 | Guardians of Fate                    | 03:26 | Hero in a Dream |

## Kritik
Zu 1997–1999 selbst wurden kaum Kritiken verfasst, was vor allem an der geringen Auflage der CD liegt. Viele der Lieder wurden jedoch für die ersten beiden Ensiferum-Studioalben Ensiferum und Iron neu aufgenommen und machen einen erheblichen Bestandteil dieser Alben aus.
Eine der wenigen Kritiken stammt von Alexander Melzer vom Webzine metal-observer.com. Er vergab für das Album neun von zehn möglichen Punkten und schreibt:

„Abwechslungsreichtum und gute Melodien […] - Viking Metal at its best, mit gewissen Power Metal-Einflüssen [und] sehr variablen Vocals.[…] Ich kann allen Ensiferum-Fans nur raten Ausschau nach „1997–1999“ zu halten, denn selbst in ihrer Frühphase konnte diese Band bereits den Großteil der werten Kollegen in die Tasche stecken!“